# 顶楼马戏团
顶楼的马戏团為中國上海的朋克樂團，颇为热门，同时也多有争议。2001年10月由陆晨（海关公务员）、梅二（电视台职工）成立於上海的石库门弄堂里。排练室位于零陵路93号。
顶楼马戏团一方面体现强烈的上海意识和上海特质，一方面又以恶搞颠覆上海的小资风格。例如颁发马桶作为奖品，穿睡衣甚至全裸演出，其粉丝称为“马桶”。其作品包括《你上海了我，还一笑而过》、《上海欢迎你》、《上海不欢迎你》。

## 成員
顶楼马戏团的成員有：
- 主唱：陆晨
- 合成器/主唱：范范
- 貝斯手：梅二
- 吉他：苏勇、杨芾
- 鼓手：Pipa

## 專輯列表
- 2001 - 《EP》
- 2003 - 《最低级的小市民趣味》（部分沪语）
- 2006 - 《蒂米重访零陵路93号》（沪语）
- 2010 - 《上海经典流行摇滚金曲十三首》（沪语）
- 2013 - 《谈钞票伤感情 谈感情又伤钞票又伤感情》 （沪语）